# Lotus 49
Lotus 49 – samochód wyścigowy, zaprojektowany w 1967 roku przez Colina Chapmana i Maurice'a Philippe'a i skonstruowany przez Team Lotus. Samochód zawierał wiele rewolucyjnych rozwiązań, przyczynił się także do zdobycia czterech tytułów mistrza świata (dwóch konstruktorów i dwóch kierowców).

## Konstrukcja

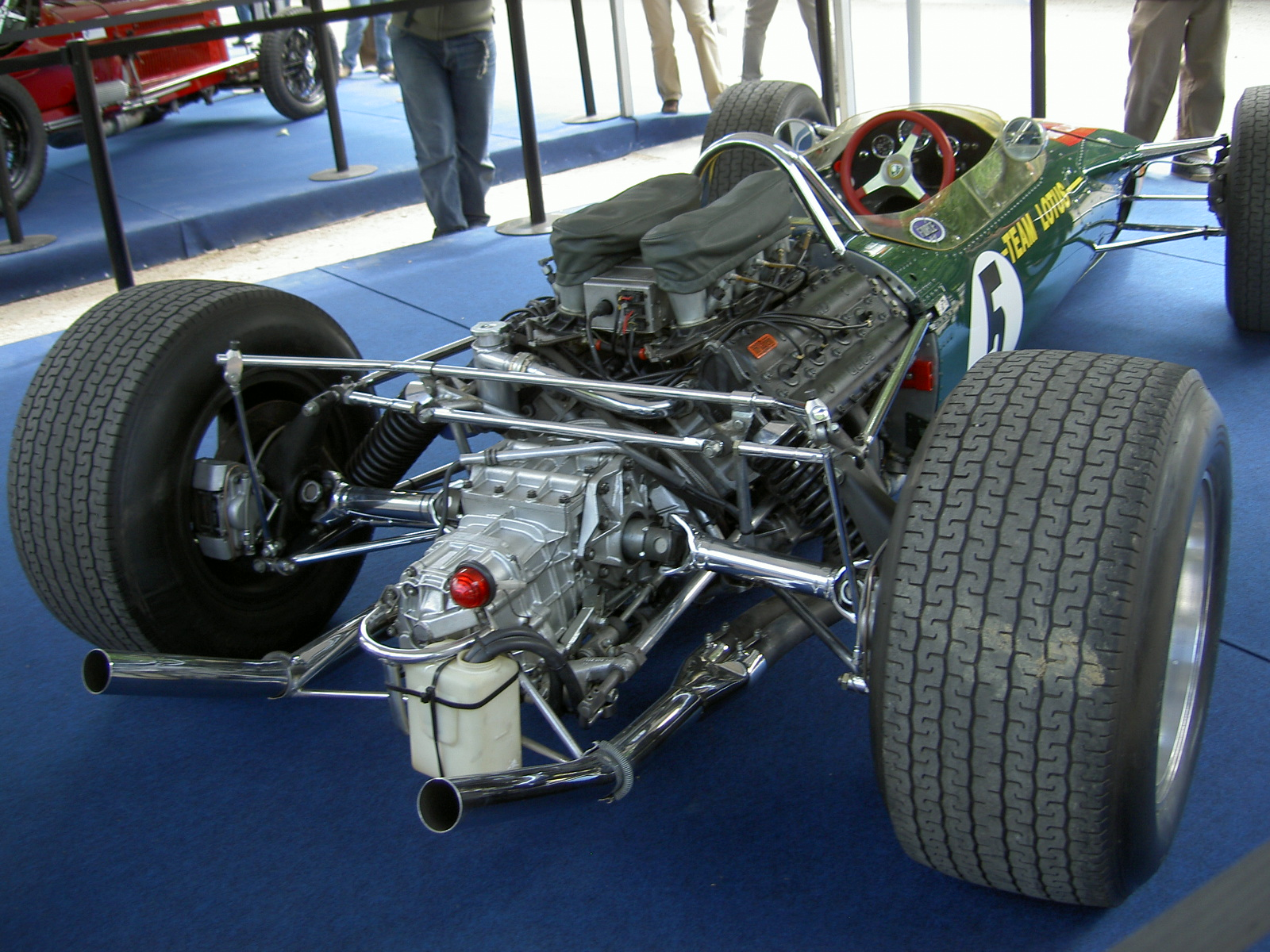
F1 Lotus 49 (wczesna wersja)

Po nieudanym dla Lotusa sezonie 1966, w którym zespół eksperymentował między innymi z silnikiem BRM H16, Colin Chapman bardzo chciał znaleźć nowy silnik. Skontaktował się z Keithem Duckworthem, który wraz z Mikiem Costinem i Billem Brownem modyfikował silniki Forda dla niższych formuł wyścigowych. Duckworth wyjawił, że zaprojektowanie, zbudowanie i utrzymanie pięciu silników odpowiednich dla Formuły 1 silnika będzie kosztować około sto tysięcy funtów na sezon.
Wybrano silnik w konfiguracji V8, chociaż wielu zewnętrznych ekspertów uważało, że lepszym rozwiązaniem byłby silnik V12. Chapman preferował jednak silnik V8, ponieważ był mniejszy i lżejszy. Nowy model był zaprojektowany przez Chapmana i Phillippe'a specjalnie pod nowy silnik i był tak prostą konstrukcją, jak to możliwe. Główne połączenie między silnikiem i podwoziem stanowiły dwie śruby rozmieszczone 9 cali od siebie na dole aluminiowego monocoque'u wraz z dodatkowymi połączeniami na wzmocnionych pokrywach rozrządu. Silnik był częścią nośną podwozia, co było możliwe dzięki jego zwartości oraz sztywności bloku. Moc maksymalna wynosiła 400 KM przy 9000 obr./min., co umożliwiało osiągnięcie 320 km/h.
Do pięciobiegowej skrzyni biegów (początkowo ZF, później Hewland) przytwierdzono tylne zawieszenie, na które składały się podwójne wahacze nierównej długości oraz amortyzatory i sprężyny śrubowe umieszczone na zewnątrz nadwozia. Z przodu amortyzatory i sprężyny umieszczono wewnątrz nadwozia. Na układ hamulcowy składały się tarcze firmy Girling.

## 49 w wyścigach
Na sezon 1967 do Lotusa za namową Forda przyszedł Graham Hill, który jeździł już dla tego zespołu do roku 1959. Hill twierdził, że za kierowcą Lotus umieścił drewnianą deskę, by zrównoważyć nadmierne przyspieszenie. Jim Clark skarżył się na początku, że z samochodu nie jest tak łatwo wydobyć maksimum, jak z Lotusów 25 i 33. Było to związane z jego stylem jazdy, który kłócił się z faktem, że przed wymianą linki przepustnicy należało w Lotusie 49 wcisnąć pedał przepustnicy do maksimum.
Nowy silnik był gotowy na trzeci wyścig sezonu, Grand Prix Holandii. Hill wywalczył pole position, a Clark, cierpiący na ból zęba, startował z ósmej pozycji. Hill prowadził od startu, ale musiał wycofać się na skutek uszkodzonego wału rozrządu. To pozwoliło Clarkowi na odniesienie pierwszego dla Forda zwycięstwa w Formule 1. Po wyścigu dokonano inspekcji silnika w Lotusie Clarka i stwierdzono, że jego rozrząd został uszkodzony. Lotus dysponował więc dwoma silnikami.
Lotus 49 był używany przez zespół przez trzy następne sezony, stając się pierwszym samochodem Formuły 1 pomalowanym w barwy sponsora oraz ewoluując w wersję "B", wyposażoną w zintegrowane z nadwoziem spojlery – pierwsze takie rozwiązanie w Formule 1. Hill w 1968 roku zdobył tytuł mistrza świata Formuły 1, ale Clark zginął w wyścigu Formuły 2. Jochen Rindt wygrał nim Grand Prix Monako 1970, co przyczyniło się do zdobycia przez Austriaka tytułu w sezonie 1970.

## Wyniki w Formule 1
| Legenda oznaczeń w tabelach wyników Wyświetl szablon na nowej stronie | Legenda oznaczeń w tabelach wyników Wyświetl szablon na nowej stronie                                                                     |
| Oznaczenie                                                            | Wyjaśnienie |
| --------------------------------------------------------------------- | --- |
| Złoty                                                                 | Zwycięzca lub mistrzostwo |
| Srebrny                                                               | 2. miejsce lub wicemistrzostwo |
| Brązowy                                                               | 3. miejsce lub II wicemistrzostwo |
| Zielony                                                               | Ukończył, punktował (w klasyfikacji generalnej, gdy zdobył co najmniej jeden punkt na przestrzeni sezonu, poza trzema powyższymi opcjami) |
| Niebieski                                                             | Ukończył, nie punktował (w klasyfikacji generalnej, gdy nie zdobył co najmniej jednego punktu na przestrzeni sezonu)                      |
| Czerwony                                                              | Nie zakwalifikował się (NZ) |
| Czerwony                                                              | Nie prekwalifikował się (NPK) |
| Różowy                                                                | Nie ukończył (NU) |
| Różowy                                                                | Niesklasyfikowany (NS) (w klasyfikacji generalnej, gdy nie został sklasyfikowany w żadnym wyścigu sezonu)                                 |
| Czarny                                                                | Zdyskwalifikowany (DK) |
| Czarny                                                                | Wykluczony (WYK/EX) |
| Biały                                                                 | Nie wystartował (NW) |
| Biały                                                                 | Kontuzjowany (K/INJ) |
| Biały                                                                 | Wyścig odwołany (OD/C) |
| Bez koloru                                                            | Został wycofany (WYC/WD) |
| Bez koloru                                                            | Nie przybył (NP/DNA) |
| Bez koloru                                                            | Nie brał udziału w treningach (NT/DNP) |
| Bez koloru                                                            | Nie został zgłoszony (–) |
| Pogrubienie                                                           | Start z pole position |
| Kursywa                                                               | Najszybsze okrążenie wyścigu |
| †                                                                     | Nie ukończył, ale jego rezultat został zaliczony ze względu na przejechanie więcej niż 90% dystansu wyścigu.                              |
| *                                                                     | Sezon w trakcie |
| 1/2/3                                                                 | Punktowana pozycja w sprincie kwalifikacyjnym                                                                                             |
| Lista systemów punktacji Formuły 1                                    | |

| Sezon | Zespół                                                      | Silnik  | Opony | Kierowcy           | Wyniki w poszczególnych eliminacjach | Wyniki w poszczególnych eliminacjach | Wyniki w poszczególnych eliminacjach | Wyniki w poszczególnych eliminacjach | Wyniki w poszczególnych eliminacjach | Wyniki w poszczególnych eliminacjach | Wyniki w poszczególnych eliminacjach | Wyniki w poszczególnych eliminacjach | Wyniki w poszczególnych eliminacjach | Wyniki w poszczególnych eliminacjach | Wyniki w poszczególnych eliminacjach | Wyniki w poszczególnych eliminacjach | Wyniki w poszczególnych eliminacjach | Pkt.    | Msc. |
| ----- | ----------------------------------------------------------- | ------- | ----- | ------------------ | ------------------------------------ | ------------------------------------ | ------------------------------------ | ------------------------------------ | ------------------------------------ | ------------------------------------ | ------------------------------------ | ------------------------------------ | ------------------------------------ | ------------------------------------ | ------------------------------------ | ------------------------------------ | ------------------------------------ | ------- | ---- |
| 1967  | Team Lotus                                                  | Ford V8 | F     |                    | ZAF                                  | MCO                                  | NLD                                  | BEL                                  | FRA                                  | GBR                                  | DEU                                  | CND                                  | ITA                                  | USA                                  | MEX                                  |                                      |                                      | 44      | 2    |
| 1967  | Team Lotus                                                  | Ford V8 | F     | Jim Clark          |                                      |                                      | 1                                    | 6                                    | NU                                   | 1                                    | NU                                   | NU                                   | 3                                    | 1                                    | 1                                    |                                      |                                      | 44      | 2    |
| 1967  | Team Lotus                                                  | Ford V8 | F     | Graham Hill        |                                      |                                      | NU                                   | NU                                   | NU                                   | NU                                   | NU                                   | 4                                    | NU                                   | 2                                    | NU                                   |                                      |                                      | 44      | 2    |
| 1967  | Team Lotus                                                  | Ford V8 | F     | Eppie Wietzes      |                                      |                                      |                                      |                                      |                                      |                                      |                                      | DK                                   |                                      |                                      |                                      |                                      |                                      | 44      | 2    |
| 1967  | Team Lotus                                                  | Ford V8 | F     | Giancarlo Baghetti |                                      |                                      |                                      |                                      |                                      |                                      |                                      |                                      | NU                                   |                                      |                                      |                                      |                                      | 44      | 2    |
| 1967  | Team Lotus                                                  | Ford V8 | F     | Moisés Solana      |                                      |                                      |                                      |                                      |                                      |                                      |                                      |                                      |                                      | NU                                   | NU                                   |                                      |                                      | 44      | 2    |
| 1968  | Team Lotus Gold Leaf Team Lotus                             | Ford V8 | F     |                    | ZAF                                  | ESP                                  | MCO                                  | BEL                                  | NLD                                  | FRA                                  | GBR                                  | DEU                                  | ITA                                  | CND                                  | USA                                  | MEX                                  |                                      | 62      | 1    |
| 1968  | Team Lotus Gold Leaf Team Lotus                             | Ford V8 | F     | Jim Clark          | 1                                    |                                      |                                      |                                      |                                      |                                      |                                      |                                      |                                      |                                      |                                      |                                      |                                      | 62      | 1    |
| 1968  | Team Lotus Gold Leaf Team Lotus                             | Ford V8 | F     | Graham Hill        | 2                                    | 1                                    | 1                                    | NU                                   | 9                                    | NU                                   | NU                                   | 2                                    | NU                                   | 4                                    | 2                                    | 1                                    |                                      | 62      | 1    |
| 1968  | Team Lotus Gold Leaf Team Lotus                             | Ford V8 | F     | Jackie Oliver      |                                      |                                      | NU                                   | 5                                    | NS                                   | NW                                   | NU                                   | 11                                   | NU                                   | NU                                   | NW                                   | 3                                    |                                      | 62      | 1    |
| 1968  | Team Lotus Gold Leaf Team Lotus                             | Ford V8 | F     | Mario Andretti     |                                      |                                      |                                      |                                      |                                      |                                      |                                      |                                      | NW                                   |                                      | NU                                   |                                      |                                      | 62      | 1    |
| 1968  | Team Lotus Gold Leaf Team Lotus                             | Ford V8 | F     | Bill Brack         |                                      |                                      |                                      |                                      |                                      |                                      |                                      |                                      |                                      | NU                                   |                                      |                                      |                                      | 62      | 1    |
| 1968  | Team Lotus Gold Leaf Team Lotus                             | Ford V8 | F     | Moisés Solana      |                                      |                                      |                                      |                                      |                                      |                                      |                                      |                                      |                                      |                                      |                                      | NU                                   |                                      | 62      | 1    |
| 1968  | Rob Walker/Jack Durlacher Racing                            | Ford V8 | F     | Jo Siffert         |                                      | NU                                   | NU                                   | 7                                    | NU                                   | 11                                   | 1                                    | NU                                   | NU                                   | NU                                   | 5                                    | 6                                    |                                      | 62      | 1    |
| 1969  | Gold Leaf Team Lotus                                        | Ford V8 | F     |                    | ZAF                                  | ESP                                  | MCO                                  | NLD                                  | FRA                                  | GBR                                  | DEU                                  | ITA                                  | CND                                  | USA                                  | MEX                                  |                                      |                                      | 42      | 3    |
| 1969  | Gold Leaf Team Lotus                                        | Ford V8 | F     | Graham Hill        | 2                                    | NU                                   | 1                                    | 7                                    | 6                                    | 7                                    | 4                                    | 9                                    | NU                                   | NU                                   |                                      |                                      |                                      | 42      | 3    |
| 1969  | Gold Leaf Team Lotus                                        | Ford V8 | F     | Jochen Rindt       | NU                                   | NU                                   |                                      | NU                                   | NU                                   | 4                                    | NU                                   | 2                                    | 3                                    | 1                                    | NU                                   |                                      |                                      | 42      | 3    |
| 1969  | Gold Leaf Team Lotus                                        | Ford V8 | F     | Mario Andretti     | NU                                   |                                      |                                      |                                      |                                      |                                      |                                      |                                      |                                      |                                      |                                      |                                      |                                      | 42      | 3    |
| 1969  | Gold Leaf Team Lotus                                        | Ford V8 | F     | Richard Attwood    |                                      |                                      | 4                                    |                                      |                                      |                                      |                                      |                                      |                                      |                                      |                                      |                                      |                                      | 42      | 3    |
| 1969  | Rob Walker/Jack Durlacher Racing                            | Ford V8 | F     | Jo Siffert         | 4                                    | NU                                   | 3                                    | 2                                    | 9                                    | 8                                    | 11                                   | 8                                    | NU                                   | NU                                   | NU                                   |                                      |                                      | 42      | 3    |
| 1969  | Ecurie Bonnier                                              | Ford V8 | F     | Jo Bonnier         |                                      |                                      |                                      |                                      |                                      |                                      | NU                                   |                                      |                                      |                                      |                                      |                                      |                                      | 42      | 3    |
| 1969  | Team Gunston                                                | Ford V8 | D     | John Love          | NU                                   |                                      |                                      |                                      |                                      |                                      |                                      |                                      |                                      |                                      |                                      |                                      |                                      | 42      | 3    |
| 1969  | Pete Lovely Volkswagen Inc.                                 | Ford V8 | D     | Pete Lovely        |                                      |                                      |                                      |                                      |                                      |                                      |                                      |                                      | 7                                    | NU                                   | 9                                    |                                      |                                      | 42      | 3    |
| 1970  | Gold Leaf Team Lotus Garvey Team Lotus World Wide Racing    | Ford V8 | F     |                    | ZAF                                  | ESP                                  | MCO                                  | BEL                                  | NLD                                  | FRA                                  | GBR                                  | DEU                                  | AUT                                  | ITA                                  | CND                                  | USA                                  | MEX                                  | 14 (59) | 1    |
| 1970  | Gold Leaf Team Lotus Garvey Team Lotus World Wide Racing    | Ford V8 | F     | Jochen Rindt       | 13                                   |                                      | 1                                    | NU                                   |                                      |                                      |                                      |                                      |                                      |                                      |                                      |                                      |                                      | 14 (59) | 1    |
| 1970  | Gold Leaf Team Lotus Garvey Team Lotus World Wide Racing    | Ford V8 | F     | John Miles         | 5                                    |                                      | NZ                                   |                                      |                                      |                                      |                                      |                                      |                                      |                                      |                                      |                                      |                                      | 14 (59) | 1    |
| 1970  | Gold Leaf Team Lotus Garvey Team Lotus World Wide Racing    | Ford V8 | F     | Alex Soler-Roig    |                                      | NZ                                   |                                      |                                      |                                      | NZ                                   |                                      |                                      |                                      |                                      |                                      |                                      |                                      | 14 (59) | 1    |
| 1970  | Gold Leaf Team Lotus Garvey Team Lotus World Wide Racing    | Ford V8 | F     | Emerson Fittipaldi |                                      |                                      |                                      |                                      |                                      |                                      | 8                                    | 4                                    | 15                                   |                                      |                                      |                                      |                                      | 14 (59) | 1    |
| 1970  | R.R.C. Walker Racing Team Brooke Bond Oxo Racing/Rob Walker | Ford V8 | F     | Graham Hill        | 6                                    | 4                                    | 5                                    | NU                                   | NS                                   | 10                                   | 6                                    | NU                                   |                                      |                                      |                                      |                                      |                                      | 14 (59) | 1    |
| 1970  | R.R.C. Walker Racing Team Brooke Bond Oxo Racing/Rob Walker | Ford V8 | F     | Brian Redman       | NW                                   |                                      |                                      |                                      |                                      |                                      |                                      |                                      |                                      |                                      |                                      |                                      |                                      | 14 (59) | 1    |
| 1970  | Scuderia Scribante                                          | Ford V8 | F     | Dave Charlton      | 12                                   |                                      |                                      |                                      |                                      |                                      |                                      |                                      |                                      |                                      |                                      |                                      |                                      | 14 (59) | 1    |
| 1970  | Team Gunston                                                | Ford V8 | D     | John Love          | 8                                    |                                      |                                      |                                      |                                      |                                      |                                      |                                      |                                      |                                      |                                      |                                      |                                      | 14 (59) | 1    |
| 1970  | Pete Lovely Volkswagen Inc.                                 | Ford V8 | ?     | Pete Lovely        |                                      |                                      |                                      |                                      | NZ                                   | NZ                                   | NS                                   |                                      |                                      |                                      |                                      | NZ                                   |                                      | 14 (59) | 1    |